# Uadi Hammamat
Lo uadi Hammamat, in egizio  'Iˁḫt, è una lunga valle (circa 200 km) che si trova nel Deserto orientale in Egitto ed è situato sulla via carovaniera che collegava la valle del Nilo con il Mar Rosso; inizia a Copto, poco a nord del sito di Karnak, e arriva presso la costa a Quseir.

## Storia
Questa regione ha avuto grande importanza già in epoca preistorica, quando, grazie al clima più piovoso, era abitabile; di ciò rimangono tracce nei graffiti rappresentanti cacce ed animali. Lo uadi ebbe poi grande importanza per gli Egizi, che lo chiamarono Valle di Rohanu sia come sede di cave e miniere che come via di collegamento verso il Mar Rosso e la mitica terra di Punt. Nella valle erano situate cave di basanite (riservata alle statue dei sovrani) e di breccia verde d'Egitto, oltre a miniere d'oro e di smeraldi. Nei pressi si trovano inoltre i luoghi estrattivi del granito del Uadi Umm Fawakhir e della serpentina moschinata.

## Archeologia
Lo uadi Hammamat è ricco di testimonianze archeologiche del suo sfruttamento, che proseguì anche in epoca romana e di numerose iscrizioni e incisioni rupestri lasciate dalle spedizioni in particolare per il basalto considerato molto ricercato. Un'incisione di Pepi I della VI dinastia (Piopi nella Lista di Saqqara) rievoca la festa Sed avvenuta nel trentesimo anno di regno mentre in un'altra il sovrano Mentuhotep IV invita a trovare materiale per un grande sarcofago. In un'altra iscrizione rupestre, risalente forse alla XII dinastia, sono scritti i nomi citati da Manetone di cinque sovrani della IV dinastia.
Presso il Museo Egizio di Torino è conservato un papiro che riporta la mappa delle miniere dello uadi.